# Démographie de l'Ardèche
La démographie de l'Ardèche est caractérisée par une densité modérée et une population en croissance depuis les années 1960.
Avec ses 333 229 habitants en 2022, le département français de l'Ardèche se situe en 70e position sur le plan national.
En six ans, de 2015 à 2021, sa population s'est accrue de près de 7 300 unités, c'est-à-dire de plus ou moins 1 200 personnes par an. Mais cette variation est différenciée selon les 335 communes que comporte le département.
La densité de population de l'Ardèche, 60,3 habitants par kilomètre carré en 2022, est deux fois inférieure à celle de la France entière qui est de 107,1 hab./km2 pour la même année.

## Évolution démographique du département de l'Ardèche
Le département a été créé par décret du 4 mars 1790. Il comporte alors neuf districts (Annonay, Aubenas, L'Argentière, Privas, Tournon, Vernoux, Villeneuve-de-Berg) et trente-sept cantons. Le premier recensement sera réalisé en 1791 et ce dénombrement, reconduit tous les cinq ans à partir de 1821, permettra de connaître plus précisément l'évolution des territoires.
Avec 340 734 habitants en 1831, le département représente 1,05 % de la population française, qui est alors de 32 569 000 habitants. De 1831 à 1866, il va gagner 46 440 habitants, soit une augmentation de 0,39 % moyen par an, de l'ordre de grandeur du taux d'accroissement national de 0,48 % sur cette même période.
L'évolution démographique entre la Guerre franco-prussienne de 1870 et la Première Guerre mondiale est négative alors qu'elle croît au niveau national. Sur cette période, la population perd 48 476 habitants, soit un taux de décroissance de -12,75 % alors qu'il est de +10 % au niveau national. La population continue à décroître de 7,34 % pour la période de l'entre-deux guerres courant de 1921 à 1936 alors qu'elle croit au niveau national de 6,9 % pour la France entière.
À l'instar des autres départements français, l'Ardèche va ensuite connaître un essor démographique après la Deuxième Guerre mondiale, mais lent. Le taux d'accroissement démographique entre 1946 et 2007 est de 21,38 % alors qu'il est de 57 % au niveau national.
En 2022, le département comptait 333 229 habitants, en évolution de +2,48 % par rapport à 2016 (France hors Mayotte : +2,11 %).
| 1791    | 1801    | 1806    | 1821    | 1826    | 1831    | 1836    | 1841    | 1846    |
| ------- | ------- | ------- | ------- | ------- | ------- | ------- | ------- | ------- |
| 289 671 | 266 656 | 290 801 | 304 339 | 328 419 | 340 734 | 353 752 | 364 416 | 379 614 |

| 1851    | 1856    | 1861    | 1866    | 1872    | 1876    | 1881    | 1886    | 1891    |
| ------- | ------- | ------- | ------- | ------- | ------- | ------- | ------- | ------- |
| 386 559 | 385 835 | 388 529 | 387 174 | 380 277 | 384 378 | 376 867 | 375 472 | 371 269 |

| 1896    | 1901    | 1906    | 1911    | 1921    | 1926    | 1931    | 1936    | 1946    |
| ------- | ------- | ------- | ------- | ------- | ------- | ------- | ------- | ------- |
| 363 501 | 353 564 | 347 140 | 331 801 | 294 308 | 289 263 | 282 911 | 272 698 | 254 598 |

| 1954    | 1962    | 1968    | 1975    | 1982    | 1990    | 1999    | 2006    | 2011    |
| ------- | ------- | ------- | ------- | ------- | ------- | ------- | ------- | ------- |
| 249 077 | 248 516 | 256 927 | 257 065 | 267 970 | 277 581 | 286 023 | 306 238 | 317 277 |

| 2016    | 2021    | 2022    | - | - | - | - | - | - |
| ------- | ------- | ------- | - | - | - | - | - | - |
| 325 157 | 331 415 | 333 229 | - | - | - | - | - | - |

## Population par divisions administratives

### Arrondissements
Le département de l'Ardèche comporte trois arrondissements. La population se concentre principalement sur l'arrondissement de Tournon-sur-Rhône, qui recense 43 % de la population totale du département en 2022, avec une densité de 82,1 hab./km2, contre 31 % pour l'arrondissement de Largentière et 26 % pour celui de Privas.
| Arrondissement    | Population(2022) | Variation(2022/2016)                       | Superficie(km2) | Densité(hab./km2) |
| ----------------- | ---------------- | ------------------------------------------ | --------------- | ----------------- |
| Tournon-sur-Rhône | 142 553          | en évolution de +2,73 % par rapport à 2016 | 1 736,8         | 82,1              |
| Largentière       | 104 301          | en évolution de +2,77 % par rapport à 2016 | 2 646,4         | 39,4              |
| Privas            | 86 375           | en évolution de +1,73 % par rapport à 2016 | 1 145,5         | 75,4              |
| Source : Insee.   |                  |                                            |                 |                   |

### Communes de plus de5 000 habitants
Sur les 335 communes que comprend le département de l'Ardèche, 39 ont en 2021 une population municipale supérieure à 2 000 habitants, huit ont plus de 5 000 habitants et quatre ont plus de 10 000 habitants : Annonay, Aubenas, Guilherand-Granges et Tournon-sur-Rhône.
Les évolutions respectives des communes de plus de 5 000 habitants sont présentées dans le tableau ci-après.
| Commune            | Population(2022) | Variation(2022/2016)                        | Superficie(km2) | Densité(hab./km2) |
| ------------------ | ---------------- | ------------------------------------------- | --------------- | ----------------- |
| Annonay            | 17 222           | en évolution de +3,5 % par rapport à 2016   | 21,2            | 812,4             |
| Aubenas            | 12 488           | en évolution de +2,45 % par rapport à 2016  | 14,32           | 872,1             |
| Guilherand-Granges | 11 277           | en évolution de +2,06 % par rapport à 2016  | 6,55            | 1 721,7           |
| Tournon-sur-Rhône  | 11 302           | en évolution de +10,44 % par rapport à 2016 | 21,01           | 537,9             |
| Le Teil            | 8 812            | en évolution de +2,98 % par rapport à 2016  | 26,59           | 331,4             |
| Privas             | 8 552            | en évolution de +2,97 % par rapport à 2016  | 12,14           | 704,4             |
| Saint-Péray        | 7 591            | en évolution de −0,71 % par rapport à 2016  | 24,05           | 315,6             |
| Bourg-Saint-Andéol | 7 506            | en évolution de +4,86 % par rapport à 2016  | 43,74           | 171,6             |
| Source : Insee.    |                  |                                             |                 |                   |

## Structures des variations de population

### Soldes naturels et migratoires sur la période 1968-2021
La variation moyenne annuelle, en croissance depuis les années 1970, est positive passant de 0 à 0,4 %, après un maximum à 0,9 % de 1999 à 2010. Le solde naturel annuel qui est la différence entre le nombre de naissances et le nombre de décès enregistrés au cours d'une même année, a baissé, passant de 0,2 à −0,3 %. La baisse du taux de natalité, qui passe de 14,6 à 9,0 ‰, est compensée par une baisse plus faible du taux de mortalité, qui parallèlement passe de 12,9 à 11,7 ‰.
Le flux migratoire reste positif sur la période courant de 1975 à 2021. Il se stabilise depuis 2010 autour de 0,6 %. On lui doit l'essentiel de la progression démographique. 
| Indicateurs démographiques                       | 1968 à1975 | 1975 à1982 | 1982 à1990 | 1990 à1999 | 1999 à2010 | 2010 à2015 | 2015 à2021 |
| ------------------------------------------------ | ---------- | ---------- | ---------- | ---------- | ---------- | ---------- | ---------- |
| Variation annuelle moyenne de la population en % | 0,0        | 0,6        | 0,4        | 0,3        | 0,9        | 0,6        | 0,4        |
| - due au solde naturel en %                      | 0,2        | -0,1       | 0,0        | 0,0        | 0,1        | -0,0       | -0,3       |
| - due au solde apparent des entrées sorties en % | -0,2       | 0,7        | 0,4        | 0,3        | 0,8        | 0,6        | 0,6        |
| Taux de natalité en ‰                            | 14,6       | 11,7       | 11,7       | 10,9       | 11,1       | 10,4       | 9,0        |
| Taux de mortalité en ‰                           | 12,9       | 12,3       | 11,4       | 10,9       | 10,5       | 10,6       | 11,7       |
| Source : Insee.                                  |            |            |            |            |            |            |            |

### Mouvements naturels sur la période 2014-2022
En 2014, 3 254 naissances ont été dénombrées contre 3 399 décès. Le nombre annuel des naissances a diminué depuis cette date, passant à 2 773 en 2022, indépendamment à une augmentation, mais relativement faible, du nombre de décès, avec 4 119 en 2022. Le solde naturel est ainsi négatif et diminue, passant de -145 à −1 346.
Pour des raisons techniques, il est temporairement impossible d'afficher le graphique qui aurait dû être présenté ici.

## Densité de population
En 2021, la densité était de 59,9 hab./km2.
| 1968 |  | 46.5 |  |

| 1975 |  | 46.5 |  |

| 1982 |  | 48.5 |  |

| 1990 |  | 50.2 |  |

| 1999 |  | 51.7 |  |

| 2010 |  | 57.0 |  |

| 2015 |  | 58.6 |  |

| 2021 |  | 59.9 |  |

## Répartition par sexes et tranches d'âges
La population du département est plus âgée qu'au niveau national.
En 2021, le taux de personnes d'un âge inférieur à 30 ans s'élève à 29,7 %, soit en dessous de la moyenne nationale (35,1 %). À l'inverse, le taux de personnes d'âge supérieur à 60 ans est de 32,8 % la même année, alors qu'il est de 26,6 % au niveau national.
En 2021, le département comptait 161 653 hommes pour 169 762 femmes, soit un taux de 51,22 % de femmes, légèrement inférieur au taux national (51,61 %).
Les pyramides des âges du département et de la France s'établissent comme suit.
| Hommes | Classe d’âge | Femmes |
| ------ | ------------ | ------ |
| 1      | 90 ou +      | 2,5    |
| 9      | 75-89 ans    | 11,4   |
| 20,8   | 60-74 ans    | 21,1   |
| 21,2   | 45-59 ans    | 20,3   |
| 16,9   | 30-44 ans    | 16,5   |
| 14,2   | 15-29 ans    | 12,6   |
| 17     | 0-14 ans     | 15,6   |

| Hommes | Classe d’âge | Femmes |
| ------ | ------------ | ------ |
| 0,7    | 90 ou +      | 1,9    |
| 7,0    | 75-89 ans    | 9,5    |
| 16,6   | 60-74 ans    | 17,5   |
| 20,0   | 45-59 ans    | 19,5   |
| 18,8   | 30-44 ans    | 18,3   |
| 18,3   | 15-29 ans    | 16,7   |
| 18,6   | 0-14 ans     | 16,7   |

## Répartition par catégories socioprofessionnelles
La catégorie socioprofessionnelle des retraités est surreprésentée par rapport au niveau national. Avec 34 % en 2021, elle est 7,2 points au-dessus du taux national (26,8 %). La catégorie socioprofessionnelle des cadres et professions intellectuelles supérieures est quant à elle sous-représentée par rapport au niveau national. Avec 5,6 % en 2021, elle est 4,5 points en dessous du taux national (10,1 %).
| Catégorie socioprofessionnelle                    | 2015    | 2015 | 2021    | 2021 | Détails de l'année 2021 | Détails de l'année 2021 | Détails de l'année 2021            | Détails de l'année 2021            | Détails de l'année 2021            |
| Catégorie socioprofessionnelle                    | Nb      | %    | Nb      | %    | Hommes                  | Femmes                  | Part en % de la population âgée de | Part en % de la population âgée de | Part en % de la population âgée de |
| Catégorie socioprofessionnelle                    | Nb      | %    | Nb      | %    | Hommes                  | Femmes                  | 15 à 24 ans                        | 25 à 54 ans                        | 55 ans ou +                        |
| ------------------------------------------------- | ------- | ---- | ------- | ---- | ----------------------- | ----------------------- | ---------------------------------- | ---------------------------------- | ---------------------------------- |
| Agriculteurs exploitants                          | 3 987   | 1,5  | 3 936   | 1,4  | 2 865                   | 1 070                   | 0,2                                | 2,3                                | 1,0                                |
| Artisans, commerçants, chefs d'entreprise         | 12 497  | 4,7  | 12 712  | 4,6  | 8 817                   | 3 895                   | 0,9                                | 8,1                                | 2,4                                |
| Cadres et professions intellectuelles supérieures | 14 277  | 5,3  | 15 553  | 5,6  | 8 887                   | 6 667                   | 1,1                                | 9,9                                | 2,9                                |
| Professions intermédiaires                        | 35 362  | 13,2 | 37 152  | 13,4 | 17 327                  | 19 825                  | 8,0                                | 25,0                               | 4,6                                |
| Employés                                          | 41 319  | 15,4 | 41 150  | 14,8 | 9 065                   | 32 084                  | 15,3                               | 24,8                               | 6,1                                |
| Ouvriers                                          | 36 417  | 13,6 | 35 779  | 12,9 | 28 215                  | 7 564                   | 16,8                               | 21,6                               | 4,5                                |
| Retraités                                         | 89 750  | 33,5 | 94 353  | 34,0 | 44 670                  | 49 684                  | 0,0                                | 0,2                                | 70,9                               |
| Autres personnes sans activité professionnelle    | 34 516  | 12,9 | 36 994  | 13,3 | 14 492                  | 22 502                  | 57,7                               | 8,2                                | 7,7                                |
| Ensemble                                          | 268 126 | 100  | 277 629 | 100  | 134 338                 | 143 291                 | 100                                | 100                                | 100                                |
| Sources : Insee,.                                 |         |      |         |      |                         |                         |                                    |                                    |                                    |